# Jordi Évole
Jordi Évole Requena, né le 21 juillet 1974 à Cornellà de Llobregat (Catalogne), est un journaliste espagnol, humoriste, animateur de télévision, et scénariste. Il est connu sous le surnom d'El Follonero (le Fouteur de merde).
Il anime depuis 2008 le programme Salvados sur la chaîne La Sexta. Salvados est une référence en matière de programme critique de la situation économique et de tous ceux qui y contribuent.
El Follonero est un personnage interprété par Jordi Évole. Il est apparu pour la première fois dans le programme Una altra cosa sur la chaîne régionale catalane TV3, où sa popularité l'a conduit à s'auto-parodier dans le livre Yo, Follo (Moi, Follo... où Follo, commençant par une majuscule, serait l'abréviation de « Follonero », mais constituant en réalité un jeu de mots avec la phrase yo follo, ce qui littéralement veut dire moi je baise). El Follonero est devenu le protagoniste principal du programme, provoquant des situations cocasses et faisant des interviews polémiques avec des célébrités de la politique et des médias.
Jordi Évole écrit aussi une rubrique dans le journal sportif barcelonais Mundo Deportivo.

## Biographie

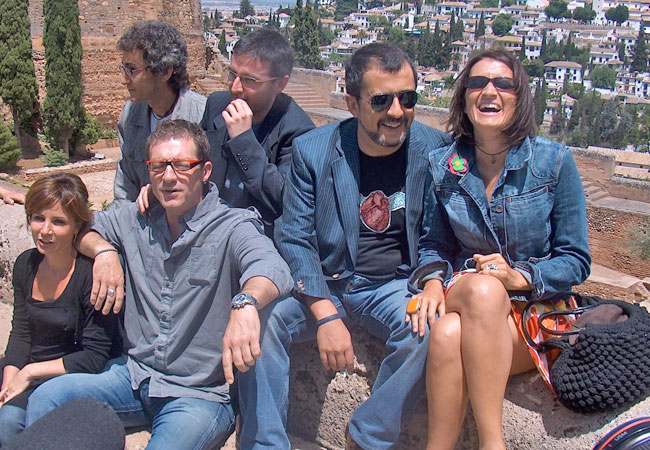
Jordi Évole (deuxième au second plan à partir de la gauche), Andreu Buenafuente (deuxième à partir de la droite) et l'équipe de l'émission Buenafuente à l'Alhambra de Grenade.

Jordi naît dans une famille modeste. Il étudie au collège Tecla Sala à L'Hospitalet de Llobregat. Fils d’immigrants du sud de l'Espagne (sa mère est originaire d’Albuñán (Province de Grenade) et son père de Garrovillas de Alconétar (Province de Cáceres). Il passe son enfance dans un quartier industriel et ouvrier de Barcelone.
Il obtient une licence en Sciences de la communication à l’Université autonome de Barcelone. Comme premier travail, il commente des matchs de football régionaux dans le programme Carrusel Catalunya de Ràdio Barcelona. Il a travaillé également dans les journaux de la chaîne Telecinco (télévision) et la Cadena SER (radio). Il apparaît pour la première fois à la télévision locale comme vidéo-reporter pour la télévision locale Viladecans Televisió de la ville de Viladecans. 
En 2000, il devient scénariste de La Cosa Nostra, un programme très populaire présenté par Andreu Buenafuente sur la chaîne autonomique catalane, TV3. Depuis cette introduction à la compagnie El Terrat, sa popularité augmente rapidement avec la création du personnage « El Follonero ».

## Travaux
Télévision :
- La Cosa Nostra (1999), scénariste et acteur.
- Una Altra Cosa (2002), scénariste et acteur.
- Buenafuente, subdirecteur, scénariste et acteur.
- Que no surti d'aquí
- Salvados (2008), présentateur.

## Distinctions
Jordi est très connu pour ses interviews qui exercent une pression sur la personne interviewée avec l’objectivité journalistique dans un monde médiatique très politisé et géré par des entreprises proches de certains partis politiques.
Il a reçu trois prix :
- Premios Turia 2008 : gagnant du Premio Huevo de Colón.
- Premios Ondas 2008 à l’innovation ou à la qualité télévisée pour Salvados por la campaña.
- Antena de Oro 2010.